# 2009 w boksie
Artykuł przedstawia najważniejsze wydarzenia z boksu amatorskiego i zawodowego, które miały miejsce w roku 2009, w układzie chronologicznym.

## Styczeń
3 stycznia
- Jokohama – Yūsuke Kobori (Japonia) stracił tytuł mistrza WBA w wadze lekkiej przegrywając jednogłośnie na punkty z Paulusem Mosesem (Namibia). Punktacja: 115-113, 115-113 i 119-109.
- Jokohama – Toshiaki Nishioka (Japonia) obronił tytuł mistrza WBC w kategorii junior piórkowej pokonując przez techniczny nokaut w dwunastej rundzie Meksykanina Genaro Garcię.

4 stycznia
- Port of Spain – w wypadku samochodowym zginęła Jizelle Salandy (lat 21), pięściarka z Trynidadu i Tobago, zawodowa mistrzyni świata federacji WBA, WBC i IWBF.

10 stycznia
- Magdeburg – Zsolt Erdei (Węgry) obronił tytuł mistrza WBO w wadze półciężkiej pokonując jednogłośnie na punkty Jurija Baraszjana (Ukraina). Punktacja 116-111, 116-111 i 117-110.
- Magdeburg – Károly Balzsay (Węgry) zdobył tytuł mistrza WBO w wadze super średniej zwyciężając jednogłośnie na punkty broniącego tytułu Denisa Inkina (Rosja). Punktacja 115-113 i dwukrotnie 116-112.

14 stycznia
- Petersburg – zmarł Giennadij Szatkow (lat 77), bokser radziecki, mistrz Igrzysk Olimpijskich w Melbourne (1956) oraz mistrz Europy z Berlina Zach. (1955) i Lucerny (1959).
- Rugongo – zmarł Leo Rwabwogo (lat 59), bokser ugandyjski, medalista Igrzysk Olimpijskich w Monachium (1972) i Meksyku (1968).

17 stycznia
- Biloxi – Andre Berto (Stany Zjednoczone) obronił tytuł mistrza WBC w wadze półśredniej zwyciężając jednogłośnie na punkty Luisa Collazo (Stany Zjednoczone). Punktacja: 116-111 i dwukrotnie 114-113.

19 stycznia
- Ponce – zmarł José Torres (lat 72), bokser portorykański, wicemistrz Igrzysk Olimpijskich w Melbourne (1956), zawodowy mistrz świata federacji WBA i WBC w latach 1965-1966. W roku 1997 został wybrany do Międzynarodowej Bokserskiej Galerii Sławy.

24 stycznia
- Barnet – zmarł Reg Gutteridge (lat 84), brytyjski dziennikarz i komentator bokserski. W roku 2002 został wybrany do Międzynarodowej Bokserskiej Galerii Sławy.
- Los Angeles – Shane Mosley (Stany Zjednoczone) pokonał przez techniczny nokaut w dziewiątej rundzie Antonio Margarito (Meksyk) i zdobył tytuł WBA Super w wadze półśredniej.

30 stycznia
- Onsala – zmarł Ingemar Johansson (lat 77), bokser szwedzki, srebrny medalista Igrzysk Olimpijskich w Helsinkach (1952) i zawodowy mistrz świata wagi ciężkiej w latach 1959-1960. W roku 2002 wybrany do Międzynarodowej Bokserskiej Galerii Sławy.
- Montreal – Juan Urango (Kolumbia) pokonał jednogłośnie na punkty Hermana Ngoudjo (Kanada) i zdobył wakujący tytuł mistrza IBF w wadze lekkopółśredniej. Punktacja: 118-108, 116-110 i 120-106.

## Luty
7 lutego
- Anahaim – Wachtang Darczinjan (Armenia) obronił tytuły WBA Super, WBC i IBF w wadze junior koguciej zwyciężając Jorge Arce (Meksyk). Walka została przerwana przez lekarza w jedenastej rundzie z powodu kontuzji Arce.
- Rostok – Andrij Kotelnyk (Ukraina) obronił tytuł mistrza WBA w wadze lekkopółśredniej zwyciężając niejednogłośnie na punkty Argentyńczyka Marcosa René Maidanę. Punktacja: 115-114, 115-113 i 113-115.
- Rostok – Rusłan Czagajew obronił tytuł mistrza WBA w wadze ciężkiej zwyciężając Carla Davisa Drumonda (Kostaryka). Walka została przerwana w szóstej rundzie ze względu na kontuzję Czagajewa spowodowaną przypadkowym zderzeniem głowami. Na punkty 58-56, 60-54 i 58-56 wygrał Czagajew.
- Puerto Madryn – Omar Andrés Narváez (Argentyna) obronił tytuł mistrza WBO w wadze muszej zwyciężając przez techniczny nokaut w dziesiątej rundzie Rayontę Whitfielda (Stany Zjednoczone).

14 lutego
- Sunrise – Nate Campbell (Stany Zjednoczone)  pokonał decyzją większości sędziów (115-111, 114-112 i 113-113) Ali Funekę z Republiki Południowej Afryki. Tytuły WBA Super oraz mistrza IBF i WBO w wadze lekkiej były w stawce jedynie dla Funeki. Campbell stracił je w przeddzień pojedynku nie mogąc dotrzymać limitu wagi.
- Saint Quentin – Cristóbal Cruz (Meksyk) obronił tytuł mistrza IBF w wadze piórkowej zwyciężając jednogłośnie na punkty Cyrila Thomasa (Francja). Punktacja: 116-112 i dwukrotnie 115-113.

21 lutego
- Youngstown – Kelly Pavlik (Stany Zjednoczone) obronił tytuły mistrza WBC i WBO w wadze średniej zwyciężając Marco Antonio Rubio (Meksyk). Rubio został poddany przed rozpoczęciem dziewiątej rundy.
- Nowy Jork – Miguel Angel Cotto (Portoryko) zdobył wakujący tytuł mistrza WBO w wadze półśredniej zwyciężając przez techniczny nokaut w piątej rundzie Michaela Jenningsa (Wielka Brytania).

27 lutego
- Newark – Tomasz Adamek (Polska) obronił tytuł mistrza IBF w wadze junior ciężkiej pokonując przez techniczny nokaut w ósmej rundzie Johnathona Banksa (Stany Zjednoczone).

28 lutego
- Houston – Juan Manuel Márquez (Meksyk zwyciężając przez techniczny nokaut w dziewiątej rundzie Juana Díaza zdobył wakujące tytuły mistrza WBO i WBA Super.
- Houston – Chris John (Indonezja) w obronie tytułu mistrza WBA w kategorii piórkowej zremisował z Rockym Juarezem (Stany Zjednoczone). Wszyscy sędziowie punktowali 114-114.
- Oaxaca – Román González (Nikaragua) obronił tytuł mistrza WBA w wadze słomkowej zwyciężając decyzją większości sędziów Francisco Rosasa (Meksyk). Punktacja: 115-113, 116-112 i 114-114.
- Oaxaca – Donnie Nietes (Filipiny) obronił tytuł mistrza WBO w wadze słomkowej pokonując jednogłośnie na punkty (113-111, 116-108 i 115-109) Erika Ramireza (Meksyk).

## Marzec
2 marca
- Londyn – zmarł Chris Finnegan (lat 65), bokser angielski, złoty medalista Igrzysk Olimpijskich w Meksyku (1968).

12 marca
- Kobe – Hozumi Hasegawa (Japonia) obronił tytuł mistrza WBC w wadze koguciej wygrywając przez techniczny nokaut w pierwszej rundzie z Vusi Malingą (Południowa Afryka).
- Tokio – Takahiro Aō (Japonia) zdobył tytuł mistrza WBC w wadze piórkowej zwyciężając jednogłośnie na punkty broniącego tytułu Meksykanina Óskara Lariosa (63-7-1, 39 KO). Sędziowie punktowali 119-107, 118-109 i 116-111.

13 marca
- Montreal – Lucian Bute (Rumunia) obronił tytuł mistrza IBF w wadze super średniej pokonując przez techniczny nokaut w czwartej rundzie Fulgencio Zunigę (Kolumbia).

14 marca
- Kilonia – Arthur Abraham (Niemcy) obronił tytuł mistrza IBF w kategorii średniej zwyciężając jednogłośnie na punkty Lajuana Simona (Stany Zjednoczone). Punktacja: 117-110, 118-109 i 117-110.
- Manchester – Nicky Cook (Wielka Brytania) stracił tytuł mistrza WBO wadze junior lekkiej przegrywając przez techniczny nokaut w czwartej rundzie z Románem Martínezem (Portoryko).

21 marca
- Stuttgart – Witalij Kliczko (Ukraina) obronił tytuł mistrza WBC w wadze ciężkiej zwyciężając przez techniczny nokaut w dziewiątej rundzie Juana Carlosa Gómeza (Kuba).
- Dublin – Bernard Dunne (Irlandia) zdobył tytuł mistrza WBA w wadze junior piórkowej zwyciężając przez techniczny nokaut w jedenastej rundzie obrońcę tytułu Ricardo Cordobę z Panamy.

25 marca
- Voghera – zginął Giovanni Parisi (41 lat), bokser włoski, złoty medalista Igrzysk Olimpijskich w Seulu (1988), zawodowy mistrz świata federacji WBO w wadze lekkiej w latach 1992-94 i wadze lekkopółśredniej w latach 1996-1998.

28 marca
- Tijuana – Humberto Soto (Meksyk) obronił tytuł mistrza WBC w wadze junior lekkiej zwyciężając przez techniczny nokaut w czwartej rundzie Antonio Davisa (Stany Zjednoczone).
- Bayamon – José López (Portoryko) zdobył wakujący tytuł mistrza WBO w wadze junior koguciej zwyciężając jednogłośnie na punkty Pramuansaka Posuwana (Tajlandia). Punktacja 117-111, 117-111 i 116-112.

## Kwiecień
4 kwietnia
- Montreal – Timothy Bradley (Stany Zjednoczone), mistrz federacji WBC pokonał jednogłośnie na punkty  Kendalla Holta (Stany Zjednoczone), mistrza federacji WBO i zunifikował tytuły. Punktacja 115-111, 115-111 i 114-112.
- Tamaulipas – Edgar Sosa (Meksyk) obronił tytuł mistrza WBC w wadze junior muszej zwyciężając przez techniczny nokaut w czwartej rundzie Pornsawana Porpramooka (Tajlandia).
- Austin – Edwin Valero (Wenezuela) zdobył wakujący tytuł mistrza WBC w wadze lekkiej pokonując w drugiej rundzie przez techniczny nokaut Antonio Pitalúę (Kolumbia). Pitalúa w drugiej rundzie był trzykrotnie liczony.

5 kwietnia
- Cumaná – zmarł Alfredo Marcano (lat 62), bokser wenezuelski, zawodowy mistrz świata federacji WBA w wadze junior lekkiej w latach 1971-1972.

10 kwietnia
- Donieck – Jurij Nużnenko (Ukraina) stracił tytuł mistrza WBA w wadze półśredniej przegrywając jednogłośnie na punkty z rodakiem Wjaczesławem Senczenką. Punktacja: 116-112, 116-112 i 118-110.

11 kwietnia
- Osaka – Nobuo Nashiro obronił tytuł mistrza WBA w wadze junior koguciej zwyciężając przez techniczny nokaut w ósmej rundzie rodaka Konosuke Tomlyamę.
- La Paz –Raúl García (Meksyk) w obronie tytułu mistrza IBF w wadze słomkowej pokonał przez techniczny nokaut w szóstej rundzie Kolumbijczyka Ronalda Barrerę.

18 kwietnia
- Mafikeng – Malcolm Klassen (Południowa Afryka) został mistrzem IBF w wadze junior lekkiej pokonując broniącego tytułu rodaka Cassiusa Baloyi przez techniczny nokaut w siódmej rundzie.

19 kwietnia
- Quezon City – Nonito Donaire (Filipiny) obronił tytuł mistrza IBF w wadze muszej zwyciężając przez techniczny nokaut w czwartej rundzie Raula Martineza (Stany Zjednoczone).
- Quezon City – Ulises Solís (Meksyk) stracił tytuł mistrza IBF w wadze junior muszej przegrywając przez nokaut w jedenastej rundzie z Filipińczykiem Brianem Vilorią.

24 kwietnia
- Saint Louis – Cory Spinks (Stany Zjednoczone) pokonał rodaka Deandre Latimore niejednogłośnie na punkty i zdobył wakujący tytuł mistrza IBF w wadze junior średniej. Punktacja: 115-112, 114-113 i 112-115.

25 kwietnia
- Krefeld – Felix Sturm (Niemcy) obronił tytuł mistrza WBA w wadze średniej zwyciężając przez techniczny nokaut w siódmej rundzie Koji Sato (Japonia).
- Krefeld – Károly Balzsay (Węgry) obronił tytuł mistrza WBO w wadze super średniej nokautując w jedenastej rundzie  Maselino Masoe (Nowa Zelandia).
- Bayamon -Juan Manuel López (Portoryko) obronił tytuł mistrza WBO junior piórkowej zwyciężając Garry’ego Peñalosę (Filipiny). Walka została przerwana w dziesiątej rundzie.
- Mashantucket – Carl Froch (Wielka Brytania) obronił tytuł mistrza WBC w wadze super średniej zwyciężając przez techniczny nokaut w dwunastej rundzie Amerykanina Jermaina Taylora.

27 kwietnia
- Louisville – zmarł Greg Page (lat 51), bokser amerykański, zawodowy mistrz świata federacji WBA w wadze ciężkiej w latach 1984-1985.

30 kwietnia
- Panama – Celestino Caballero (Panama) obronił tytuły WBA Super i mistrza IBF w wadze junior piórkowej zwyciężając niejednogłośnie na punkty Jeffreya Mathebulę (Południowa Afryka). Sędziowie punktowali 112-116 i dwukrotnie 116-112.

## Maj
2 maja
- Las Vegas – Humberto Soto (Meksyk) obronił tytuł mistrza WBC w wadze junior lekkiej wygrywając przez techniczny nokaut w dziewiątej rundzie z Benoit Gaudetem (Kanada).
- Brema – Anselmo Moreno (Panama) obronił tytuł mistrza WBA w wadze koguciej zwyciężając niejednogłośnie na punkty Wołodymyra Sydorenko (Ukraina). Sędziowie punktowali dwa razy 115-113 dla Moreno i raz 115-113 dla Sydorenko.

9 maja
- Las Vegas – Chad Dawson (Stany Zjednoczone) obronił tytuł mistrza IBF w wadze półciężkiej wygrywając jednogłośnie na punkty (117-111, 117-111 i 116-112) z rodakiem Antonio Tarverem.

16 maja
- Buenos Aires – Victor Emilio Ramírez (Argentyna) obronił tytuł mistrza WBO w wadze junior ciężkiej zwyciężając po niejednogłośnej decyzji sędziów Alego Ismaiłowa (Azerbejdżan). Sędziowie punktowali 116-112 i 115-113 dla Ramireza i 115-113 dla Ismaiłowa.
- Rzym – Giacobbe Fragomeni (Włochy) obronił tytuł mistrza WBC w wadze junior ciężkiej remisując z Krzysztofem Włodarczykiem (Polska). Sędziowie punktowali 114-114, 114-113 i 112-116.

23 maja
- Monterrey – Toshiaki Nishioka (Japonia) obronił tytuł mistrza WBC w wadze junior piórkowej zwyciężając przez techniczny nokaut w trzeciej rundzie Jhonny'ego Gonzáleza (Meksyk).

26 maja
- Uttaradit – Denkaosan Kaovichit (Tajlandia) obronił tytuł mistrza WBA w wadze muszej zwyciężając niejednogłośnie na punkty Hiroyuki Hisatakę (Japonia). Punktacja: 115-112, 115-112 i 113-115.
- Tokio – Daisuke Naitō (Japonia) obronił tytuł mistrza WBC w wadze muszej pokonując jednogłośnie na punkty Xiong Zhaozhong (Chiny). Punktacja 114-110, 114-111 i 113-111.

29 maja
- Patong – Oleydong Sithsamerchai (Tajlandia) obronił tytuł mistrza WBC w wadze słomkowej zwyciężając Muhammada Rachmana (Indonezja). Walka została przerwana w jedenastej rundzie a sędziowie punktowali 106-101 i dwukrotnie 105-103 dla Taja.

30 maja
- Hollywood – Andre Berto (Stany Zjednoczone) obronił tytuł mistrza WBC w wadze półśredniej pokonując jednogłośnie na punkty Juana Urango (Kolumbia). Punktacja: 118-110, 118-110 i 117-111.

## Czerwiec
7 czerwca – 13 czerwca
- Zhuhai – MISTRZOSTWA AZJI

13 czerwca
- Nowy Jork – Miguel Cotto (Portoryko) obronił tytuł mistrza WBO w wadze półśredniej zwyciężając niejednogłośnie na punkty Joshuę Clotteya (Ghana). Sędziowie punktowali 116-111 i 115-112 dla Cotto oraz 114-113 dla Clotteya.
- Nowy Jork – Iván Calderón (Portoryko) obronił tytuł mistrza WBO w wadze junior muszej remisując z Rodelem Mayolem (Filipiny). Walka została przerwana w szóstej rundzie, Calderon nie mógł kontynuować pojedynku ze względu na kontuzję. Sędziowie punktowali 58-56, 56-58 i 57-57.

19 czerwca
- Montreal – Adrian Diaconu (Rumunia) stracił tytuł mistrza WBC w wadze półciężkiej przegrywając jednogłośnie na punkty z Jeanem Pascalem (Kanada). Punktacja: 111-116, 112-116 i 112-115.

20 czerwca
- Gelsenkirchen – Władimir Kliczko (Ukraina) w obronie tytułów mistrza IBF, WBO i IBO w wadze ciężkiej zwyciężył Rusłana Czagajewa (Uzbekistan). Walka została przerwana w dziewiątej rundzie. Tytuł mistrza WBA należący do Czagajewa nie był w stawce.
- Meksyk – Edgar Sosa (Meksyk) obronił tytuł mistrza WBC w wadze junior muszej pokonując przez techniczny nokaut w piątej rundzie Carlosa Melo (Panama).
- Sunchales – Hugo Hernán Garay (Argentyna) stracił tytuł mistrza WBA w wadze półciężkiej przegrywając decyzją większości sędziów z Gabrielem Campillo (Hiszpania). Sędziowie punktowali 115-114 i 114-113 dla Campillo oraz remis 114-114.

26 czerwca
- Buenos Aires – Omar Andrés Narváez (Argentyna) obronił tytuł mistrza WBO w wadze muszej wygrywając przez techniczny nokaut w jedenastej rundzie z Omarem Soto (Meksyk).

27 czerwca
- Berlin – Arthur Abraham (Niemcy) obronił tytuł mistrza IBF w wadze średniej zwyciężając przez techniczny nokaut w dziesiątej rundzie rodaka Mahira Orala.
- Nuevo Laredo – Jorge Linares (Wenezuela) obronił tytuł mistrza WBA w wadze junior lekkiej wygrywając przez techniczny nokaut w ósmej rundzie z Josafatem Perezem (Meksyk).
- Atlantic City – Juan Manuel López (Portoryko) obronił tytuł mistrza WBO w wadze junior piórkowej zwyciężając Oliviera Lontchi (Kanada). Walka przerwana została w dziewiątej rundzie.

## Lipiec
1 lipca

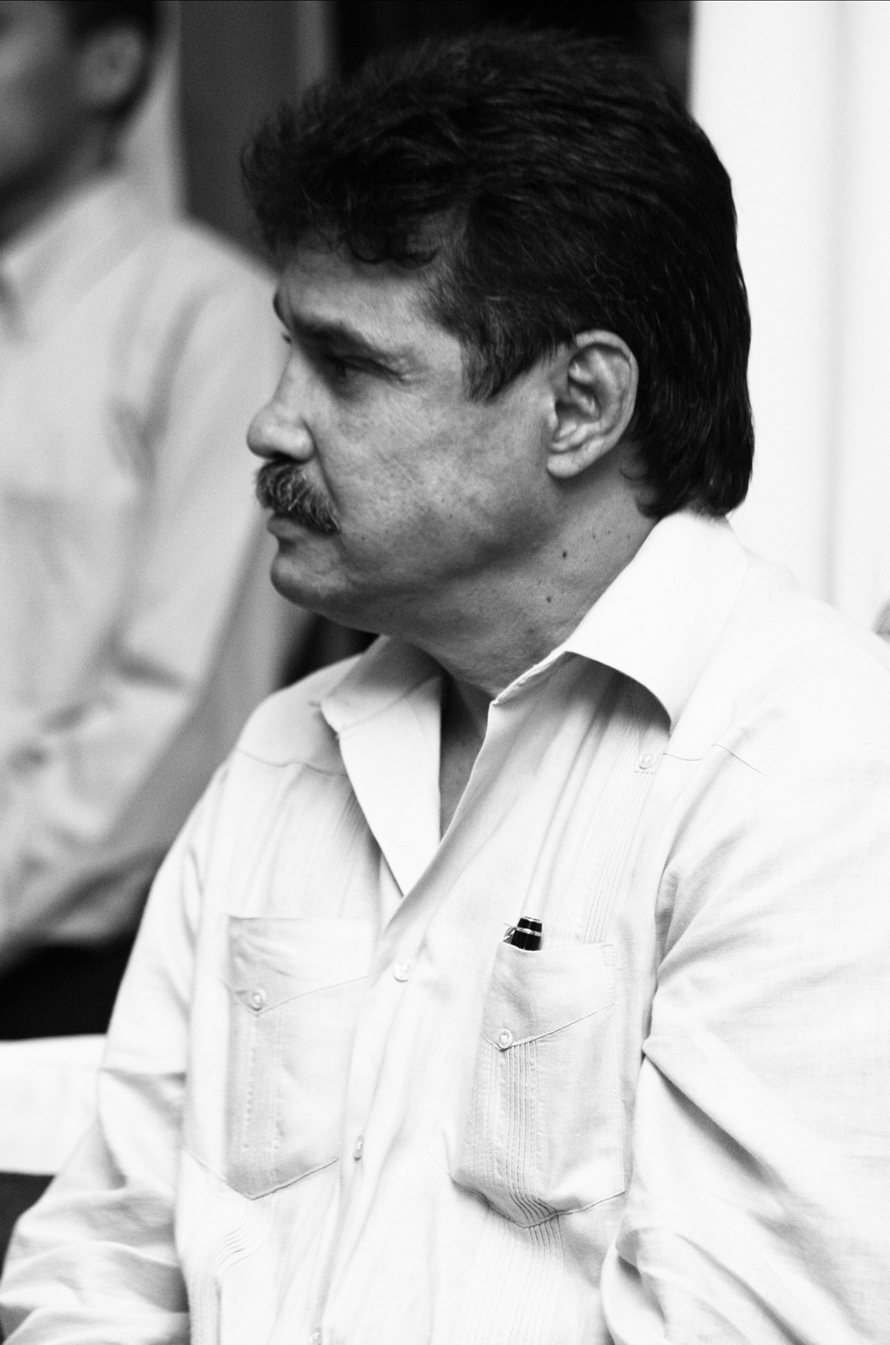
Alexis Argüello

- Managua – zmarł Alexis Argüello (lat 57), bokser nikaraguański, zawodowy mistrz świata federacji WBA w wadze piórkowej w latach 1974-1977 i federacji WBC w wadze junior lekkiej w latach 1978-1980 oraz wadze lekkiej w latach 1981-1983.

4 lipca
- Poitiers – Anselmo Moreno (Panama) obronił tytuł mistrza WBA w wadze koguciej zwyciężając niejednogłośnie na punkty Francuza Mahyara Monshipoura. Punktacja 113-115, 116-113 i 116-112.

11 lipca
- Ipojuca – zmarł tragicznie Arturo Gatti (lat 37), kanadyjski bokser, zawodowy mistrz świata federacji IBF w wadze junior lekkiej w latach 1995-98 i WBC w wadze lekkopółśredniej w latach 2004-05.
- Sunrise –Joseph Agbeko (Ghana) obronił tytuł mistrza IBF w wadze koguciej zwyciężając po zaciętym pojedynku jednogłośnie na punkty (114-113, 114-113, 116-111) Wachtanga Darczinjana (Armenia).
- Newark – Tomasz Adamek (Polska) obronił tytuł mistrza IBF w wadze junior ciężkiej zwyciężając Bobby’ego Gunna (Stany Zjednoczone). Walka została przerwana przez sędziego i lekarza po czwartej rundzie.
- Nuerburg – Felix Sturm (Niemcy) obronił tytuł mistrza WBA  w wadze średniej wygrywając jednogłośnie na punkty (115-113, 115-113 i 117-111) z Khorenem Gevorem (Armenia).
- Tuxtla Gutierrez – Cristóbal Cruz (Meksyk) obronił tytuł mistrza IBF w wadze piórkowej zwyciężając jednogłośnie na punkty Jorge Solisa (Meksyk). Punktacja: 113-110, 113-110 i 113-111.

14 lipca
- Kobe – Hozumi Hasegawa (Japonia) obronił tytuł mistrza WBC w wadze koguciej zwyciężając przez techniczny nokaut w pierwszej rundzie Nestora Rochę (Stany Zjednoczone).
- Kobe – Román González (Nikaragua) obronił tytuł mistrza WBA w wadze słomkowej wygrywając jednoglośnie na punkty z Katsunarim Takayamą (Japonia). Wszyscy sędziowie punktowali 118-110.
- Tokio – Takahiro Aō (Japonia) stracił tytuł mistrza WBC w wadze piórkowej przegrywając jednogłośnie na punkty z Amerykaninem Elio Rojasem. Punktacja 110-118, 111-117 i 113-116.

18 lipca
- Manchester – Andrij Kotelnyk (Ukraina) stracił tytuł mistrza WBA w wadze lekkopółśredniej przegrywając jednogłośnie na punkty z Brytyjczykiem Amirem Khanem. Punktacja 120-108 i dwa razy po 118-110.

21 lipca – 26 lipca
- Vacoas – 16 MISTRZOSTWA AFRYKI

22 lipca – 26 lipca
- Meksyk – 8 MISTRZOSTWA PANAMERYKAŃSKIE

25 lipca
- Atlanta – zginął tragicznie Vernon Forrest (lat 38), bokser amerykański, wicemistrz świata z Sydney (1991) oraz zawodowy mistrz świata federacji IBF w wadze półśredniej w roku 2001 i WBC w wadze półśredniej w latach 2002-03 oraz junior średniej w latach 2007-09.
- Windhoek – Paulus Moses (Namibia) obronił tytuł mistrza WBA w wadze lekkiej zwyciężając jednogłośnie na punkty Takehiro Shimadę (Japonia). Punktacja 119-109, 119-108 i 118-110.
- Nuevo Vallarta – Giovanni Segura (Meksyk) obronił tytuł mistrza WBA w wadze junior muszej zwyciężając przez techniczny nokaut w szóstej rundzie Juanito Rubillara (Filipiny).

## Sierpień
1 sierpnia
- Uncasville – Isaac Hlatshwayo (Południowa Afryka) został mistrzem federacji IBF zwyciężając w pojedynku o wakujący tytuł w wadze półśredniej Delvina Rodrígueza (Dominikana) po niejednogłośnej decyzji sędziów, którzy punktowali 116-112, 116-113 i 113-115.
- Rancho Mirage – Timothy Bradley (Stany Zjednoczone) obronił tytuł mistrza WBO w wadze lekkopółśredniej w pojedynku z rodakiem Nate Campbellem. Walka została przerwana w trzeciej rundzie z powodu kontuzji Campbella i uznana za „nieodbytą” (no contest).
- Rancho Mirage – Devon Alexander (Stany Zjednoczone) zdobył wakujący tytuł mistrza WBC w wadze lekkopółśredniej pokonując Juniora Wittera (Wielka Brytania). Walka została przerwana w ósmej rundzie z powodu kontuzji ręki Wittera.

15 sierpnia
- Las Vegas -Steven Luevano (Stany Zjednoczone) obronił tytuł mistrza WBO w wadze piórkowej zwyciężając Bernabe Concepciona (Filipiny). Concepcion został zdyskwalifikowany w siódmej rundzie za uderzenie po gongu.
- Astana – Gabriel Campillo (Hiszpania) obronił tytuł mistrza WBA w wadze półciężkiej zwyciężając decyzją większości sędziów Kazacha Bejbuta Szumenowa. Sędziowie punktowali 115-111, 114-113 i remis 113-113.

22 sierpnia
- Los Cabos – Raúl García (Meksyk) obronił tytuł mistrza IBF w wadze słomkowej zwyciężając decyzją większości sędziów rodaka Sammy Gutierreza. Punktacja: 114-114, 115-113 i 116-112.
- Houston – Malcolm Klassen (Południowa Afryka) stracił tytuł mistrza IBF w wadze junior lekkiej przegrywając jednogłośnie na punkty (117-111, 116-112, 116-113) z Robertem Guerrero (Stany Zjednoczone).
- Budapeszt – Károly Balzsay (Węgry) stracił tytuł mistrza WBO w wadze super średniej przegrywając przez techniczny nokaut w jedenastej rundzie z Robertem Stieglitzem (Niemcy).

28 sierpnia
- Hollywood – Tavoris Cloud (Stany Zjednoczone) zdobył wakujący tytuł mistrza IBF w wadze półciężkiej wygrywając jednogłośnie na punkty z Clintonem Woodsem (Wielka Brytania). Wszyscy sędziowie wypunktowali 116-112.
- Hollywood – Juan Urango (Kolumbia) obronił tytuł mistrza IBF w wadze lekkopółśredniej zwyciężając przez techniczny nokaut w jedenastej rundzie Randalla Baileya (Stany Zjednoczone).

29 sierpnia
- Halle – Marco Huck (Niemcy) został mistrzem federacji WBO w kategorii junior ciężkiej zwyciężając jednogłośnie na punkty Victora Emilio Ramíreza (Argentyna). Punktacja 116-111, 116-111 i 115-112.
- Honolulu –Brian Viloria (Filipiny) w obronie tytułu mistrza IBF w wadze junior muszej pokonał jednogłośnie na punkty Meksykanina Jesusa Iribe. Sędziowie punktowali 118-110, 117-111 i 117-112.
- Mexicali – Celestino Caballero (Panama) obronił tytuły WBA Super i mistrza IBF w wadze junior piórkowej zwyciężając Francisco Leala (Meksyk). Walka przerwana została w ósmej rundzie.

## Wrzesień
1 września – 12 września
- Mediolan – MISTRZOSTWA ŚWIATA

4 września
- Rama – José López (Portoryko) stracił tytuł mistrza WBO w wadze junior koguciej przegrywając jednogłośnie na punkty z Marvinem Sonsoną (Filipiny). Punktacja 109-116, 110-115 i 111-114.

12 września
- Herning – Mikkel Kessler (Dania) obronił tytuł mistrza WBA w wadze super średniej pokonując przez techniczny nokaut w czwartej rundzie Gusmyla Perdomo (Wenezuela). Perdomo był liczony w rundzie trzeciej.
- Hato Rey – Iván Calderón (Portoryko) obronił tytuł mistrza WBO w wadze junior muszej zwyciężając Rodela Mayola (Filipiny). Walka została przerwana w siódmej rundzie; Calderon nie mógł jej kontynuować po przypadkowym zderzeniu głowami. Sędziowie punktowali dwukrotnie 68-65 dla Calderona i 68-65 dla Mayola.
- Hato Rey – Román Martínez (Portoryko) obronił tytuł mistrza WBO w wadze junior lekkiej nokautując w dziewiątej rundzie  Feidera Vilorię (Kolumbia).
- Tepic – Donnie Nietes (Filipiny) obronił tytuł mistrza WBO w wadze słomkowej wygrywając po niejednogłośnym werdycie z Manuelem Vargasem (Meksyk). Punktacja: 118-110 i 116-110 dla Nietesa oraz 116-112 dla Vargasa.

14 września
- Londyn – zmarł tragicznie Darren Sutherland (lat 27), irlandzki bokser, brązowy medalista Igrzysk Olimpijskich w Pekinie (2008).

15 września
- Puebla – Édgar Sosa (Meksyk) obronił tytuł mistrza WBC w wadze junior muszej nokautując w szóstej rundzie  Omara Soto (Portoryko).
- Cancun – Humberto Soto (Meksyk) obronił tytuł mistrza WBC w wadze junior lekkiej pokonując przez techniczny nokaut w drugiej rundzie Kolumbijczyka Aristidesa Pereza.
- Cancun –Simphiwe Nongqayi zdobył wakujący tytuł mistrza IBF w wadze junior koguciej zwyciężając jednogłośnie na punkty Meksykanina Jorge Arce. Punktacja: 117-111, 117-112, 116-112.

15 września – 20 września
- MISTRZOSTWA EUROPY KOBIET

19 września
- Las Vegas – Floyd Mayweather Jr. (Stany Zjednoczone) pokonał jednogłośnie na punkty Juan Manuel Márquez (Meksyk).
- Las Vegas – Chris John (Indonezja) obronił tytuł WBA Super w wadze piórkowej zwyciężając jednogłośnie na punkty Rocky’ego Juareza (Stany Zjednoczone). Punktacja: 119-109, 117-111 oraz 114-113.
- Neubrandenburg – Sebastian Sylvester (Niemcy) zdobył wakujący tytuł mistrza IBF w wadze średniej zwyciężając niejednogłośnie na punkty Giovanniego Lorenzo (Dominikana). Punktacja: 111-116, 116-112 i 115-113.

25 września
- Montreal – Jean Pascal (Kanada) obronił tytuł mistrza WBC w wadze półciężkiej zwyciężając przez techniczny nokaut w dziesiątej rundzie Silvio Branco (Włochy).

26 września
- Dublin – Bernard Dunne stracił tytuł mistrza WBA w wadze junior piórkowej przegrywając przez nokaut w trzeciej rundzie z Poonsawatem Kratingdaenggymem (Tajlandia).
- Hamburg – zmarł Zygmunt Chychła (lat 83), bokser polski, mistrz Igrzysk Olimpijskich w Helsinkach (1952) oraz mistrz Europy z Mediolanu (1951) i Warszawy (1953).

- Los Angeles – Witalij Kliczko (Ukraina) obronił tytuł mistrza WBC zwyciężając Chrisa Arreolę (Stany Zjednoczone). Walka została przerwana przez sędziego po dziesiątej rundzie. Punktacja 99-91, 99-91 i 100-89.

30 września
- Osaka – Nobuo Nashiro (Japonia) obronił tytuł mistrza WBA w wadze junior koguciej remisując z Hugo Fidelem Cázaresem (Meksyk). Punktacja 116-112, 114-114 i 112-116.

## Październik
3 października
- Donieck – Wjaczesław Senczenko (Ukraina) obronił tytuł mistrza WBA w wadze półśredniej wygrywając jednogłośnie na punkty z Japończykiem Motoki Sasaki. Wszyscy sędziowie punktowali 119-107.

6 października
- Osaka – Denkaosan Kaovichit (Tajlandia) obronił tytuł mistrza WBA w wadze muszej wygrywając decyzją większości sędziów z Japończykiem Daiki Kamedą. Punktacja 115-113, 115-113 i 114-114.

10 października
- Tokio – Jorge Linares (Wenezuela) stracił tytuł mistrza WBA w wadze junior lekkiej przegrywając przez techniczny nokaut w pierwszej rundzie z Juanem Carlosem Salgado (Meksyk). Linares był dwukrotnie liczony.
- Tokio – Toshiaki Nishioka (Japonia) obronił tytuł mistrza WBC w wadze junior piórkowej zwyciężając Ivána Hernándeza (Meksyk). Walka została przerwana w trzeciej rundzie. Hernández nie był zdolny do walki po przypadkowym zderzeniu głowami.
- Nowy Jork – Yuriorkis Gamboa (Kuba) obronił tytuł mistrza WBA w wadze piórkowej zwyciężając przez techniczny nokaut w czwartej rundzie Whybera Garcię (Panama).
- Nowy Jork – Juan Manuel López (Portoryko) obronił tytuł mistrza WBO w wadze junior piórkowej pokonując jednogłośnie na punkty Rogersa Mtagwę (Tanzania). Punktacja: 116-111, 115-111 i 114-113.

17 października
- Nottingham – Carl Froch (Wielka Brytania) obronił tytuł mistrza WBC w wadze super średniej zwyciężając niejednogłośnie na punkty Andre Dirrella (Stany Zjednoczone). Sędziowie punktowali dwukrotnie 115-112 dla Frocha i 114-113 dla Dirrella.

31 października
- Las Vegas –Joseph Agbeko stracił tytuł mistrza IBF w wadze koguciej przegrywając jednogłośnie na punkty (117-110, 117-110, 116-111) z Kolumbijczykiem Yonnhym Pérezem.

## Listopad
7 listopada
- Norymberga – Nikołaj Wałujew (Rosja) stracił tytuł mistrza WBA w wadze ciężkiej przegrywając decyzją większości sędziów z Davidem Haye (Wielka Brytania). Punktacja: dwukrotnie 116-112 dla Haye i remis 114-114.

14 listopada
- Las Vegas – Jurij Forman (Izrael) zdobył tytuł mistrza WBA w wadze junior średniej pokonując jednogłośnie na punkty Daniela Santosa (Portoryko). Punktacja 117-109, 117-109 i 116-110.
- Las Vegas – Manny Pacquiao (Filipiny) zdobył tytuł mistrza WBO w wadze półśredniej zwyciężając przez techniczny nokaut w dwunastej rundzie Miguela Angela Cotto (Portoryko). Pacquiao zdobył tytuł w siódmej kategorii wagowej.

15 listopada
- Kołomyja - Zmarł Andrij Fedczuk, brązowy medalista olimpijski z Sydney. Zginął w wypadku komunikacyjnym, w pobliżu swojego miejsca urodzenia.

20 listopada
- Johannesburg – Moruti Mthalane (Południowa Afryka) zdobył wakujący tytuł IBF w wadze muszej wygrywając jednogłośnie na punkty z Meksykaninem Julio Césarem Mirandą. Punktacja: 117-111, 117-111 i 118-111.

21 listopada
- Kilonia – Dimitri Sartison (Niemcy) zdobył wakujący tytuł mistrza WBA w wadze super średniej zwyciężając przez techniczny nokaut w szóstej rundzie Stjepana Božiča (Chorwacja). Walka została przerwana z powodu kontuzji Božiča.
- – Kilonia – Giacobbe Fragomeni (Włochy) stracił tytuł mistrza WBC w wadze junior ciężkiej przegrywając na punkty decyzją większości sędziów z Zsoltem Erdeiem (Węgry). Punktacja 115-113, 115-113 i 114-114.
- Oakland – Mikkel Kessler (Dania) stracił tytuł WBA Super w wadze super średniej przegrywając z Andre Wardem (Stany Zjednoczone). Walka został przerwana w jedenastej rundzie ze względu na kontuzję Kesslera po przypadkowym zderzeniu głowami. Sędziowie punktowali 97-93, 98-92 i 98-92 dla Warda. Pojedynek był rozgrywany w ramach turnieju Super Six.
- Tuxtla Gutierrez – Édgar Sosa (Meksyk) stracił tytuł mistrza WBC w wadze junior muszej przegrywając przez techniczny nokaut w drugiej rundzie z Rodelem Mayolem (Filipiny).
- Merida – Giovanni Segura (Meksyk) obronił tytuł mistrza WBA w wadze junior muszej nokautując w pierwszej rundzie Sonny’ego Boya Jaro (Filipiny).
- Rama – Alejandro Hernandez (Meksyk) stoczył pojedynek z Marvinem Sonsoną (Filipiny) o wakujący tytuł mistrza WBO w wadze junior koguciej. O tytuł walczył jedynie Hernandez. Sonsona został pozbawiony tytułu nie mogąc dotrzymać limitu wagowego. Walka zakończyła się remisem. Punktacja 115-113, 113-115 i 114-114.

27 listopada
- Rangsit – Oleydong Sithsamerchai (Tajlandia) obronił tytuł mistrza WBC zwyciężając na punkty decyzją większości sędziów Juana Palaciosa (Nikaragua). Punktacja 114-114, 115-114 i 116-114.

28 listopada
- Quebec City – Lucian Bute (Rumunia) obronił tytuł mistrza IBF w wadze super średniej nokautując w czwartej rundzie Meksykanina Librado Andrade.
- Quebec City – Joan Guzmán (Dominikana) zremisował z Ali Funeką (Południowa Afryka) w pojedynku o wakujący tytuł IBF w wadze lekkiej. Decyzja była kontrowersyjna a sędziowie  punktowali dwukrotnie 114-114 i 116-112 dla Funeki.

29 listopada
- Saitama – Daisuke Naitō (Japonia) stracił tytuł mistrza WBC w wadze muszej przegrywając jednogłośnie na punkty z rodakiem Kōki Kamedą. Punktacja 112-116 i dwukrotnie 111-117.

## Grudzień
4 grudnia
- Agde – Anselmo Moreno (Panama) obronił tytuł mistrza WBA w wadze koguciej zwyciężając przez techniczny nokaut w jedenastej rundzie Frédérica Patraca (Francja).

5 grudnia
- Ludwigsburg – Marco Huck (Niemcy) obronił tytuł mistrza WBO w wadze junior ciężkiej wygrywając jednogłośnie na punkty z Olą Afolabim (Wielka Brytania). Punktacja: 115-113, 115-113 i 116-112.
- Newcastle – Amir Khan (Wielka Brytania) obronił tytuł mistrza WBA w wadze lekkopółśredniej zwyciężając przez techniczny nokaut w pierwszej rundzie Dmitriy'a Salitę (Stany Zjednoczone). Salita był trzykrotnie liczony.

11 grudnia
- Montreal – Jean Pascal (Kanada) obronił tytuł mistrza WBC w wadze półciężkiej zwyciężając jednogłośnie na punkty Adriana Diaconu (Rumunia). Punktacja: 117-111, 117-111 i 118-110.
- Johannesburg – Isaac Hlatshwayo (Południowa Afryka) stracił tytuł mistrza IBF w wadze półśredniej przegrywając przez techniczny nokaut ze Słoweńcem Dejanem Zavecem.

12 grudnia
- Rancho Mirage – Wachtang Darczinjan (Armenia) obronił tytuł WBA Super i mistrza WBC w wadze junior koguciej nokautując w drugiej rundzie Tomása Rojasa (Meksyk).
- Rancho Mirage – Timothy Bradley (Stany Zjednoczone) obronił tytuł mistrza WBO w wadze lekkopółśredniej wygrywając jednogłośnie na punkty z Lamontem Petersonem (Stany Zjednoczone). Punktacja: 118-110, 119-108 i 120-107.
- Berno – Witalij Kliczko (Ukraina) obronił tytuł mistrza WBC w wadze ciężkiej zwyciężając jednogłośnie na punkty Kevina Johnsona (Stany Zjednoczone). Punktacja: 119-109 i dwukrotnie 120-108.

18 grudnia
- Kobe – Hozumi Hasegawa (Japonia) obronił tytuł mistrza WBC w wadze koguciej wygrywając przez techniczny nokaut w czwartej rundzie z Alvaro Perezem (Nikaragua).

19 grudnia
- Schwerin – Jürgen Brähmer (Niemcy) obronił tytuł mistrza WBO w wadze półciężkiej wygrywając jednogłośnie na punkty z Dmitryjem Suchockim (Rosja). Punktacja: 116-112, 116-112 i 118-110.
- Youngstown – Kelly Pavlik (Stany Zjednoczone) obronił tytuły mistrza WBO i WBC w wadze średniej zwyciężając przez techniczny nokaut w piątej rundzie Miguela Angela Espino (Stany Zjednoczone). Espino był liczony w rundzie czwartej (dwukrotnie) i piątej.
- La Guaira – Edwin Valero (Wenezuela) obronił tytuł mistrza WBC w wadze lekkiej zwyciężając Hectora Velazqueza (Meksyk), który nie wyszedł do siódmej rundy.
- Tuxtla Gutierrez – Cristóbal Cruz (Meksyk) w obronie tytułu mistrza IBF w wadze piórkowej zremisował z rodakiem Ricardo Castillo. Walka została przerwana w trzeciej rundzie ze względu na kontuzję Cruza po przypadkowym zderzeniu głowami.